# Oedura bella
Oedura bella (карпентарійський оксамитовий гекон) — вид геконоподібних ящірок родини диплодактилідів (Diplodactylidae). Ендемік Австралії. Описаний у 2016 році.

## Поширення і екологія
Карпентарійські оксамитові гекони поширені на північному сході Північної Території та на північному заході Квінсленда, від гір Селвін на північ до затоки Карпентарія. Ізольовані популяції мешкають на острові Ґрут-Айленд та на плато Барклі. Вони живуть в тріщинах серед скель.